# Гильг, Карл
Карл Гильг (нем. Karl Gilg; 20 января 1901, Манковице — 4 декабря 1981, Кольбермор, Бавария) — немецкий шахматист, международный мастер (1953). Учитель.
В составе сборной Чехословакии участник 3-х Олимпиад (1927, 1928 и 1931). В составе сборной ФРГ участник Командного чемпионата Европы 1957 года.
Результаты в международных турнирах: Вена (1926), турнир DSV — 1—2 место (с Г. Вагнером), Карлсбад (1929) — 20-е место.